# BBC Résidence
O Basketball Club Résidence, conhecido mais popularmente apenas como Résidence Walferdange , é um clube de basquetebol que disputa a Nationale 1 de Luxemburgo. Sua sede fica na cidade de Walferdange, Cantão de Luxemburgo e seus jogos são mandados no Pavilhão Esportivo Príncipe Henry.

## Títulos

### Nationale 1
- Campeão (4):1992-93, 1993–94, 1994–95, 1996-97

### Copa de Luxemburgo
- Campeão (2):1992-93, 2023-24

## Temporada por temporada
| Temporada | Nivel | Liga        | Pos. | TR    | PL  | Resultado         |
| --------- | ----- | ----------- | ---- | ----- | --- | ----------------- |
| 2011-12   | 1     | National 1  | 6    | 10-8  | 0-2 | Semifinalista     |
| 2012-13   | 1     | National 1  | 5    | 10-8  | 0-2 | Semifinalista     |
| 2013–14   | 1     | National 1  | 8    | 5-13  |     | Rebaixado         |
| 2014–15   | 2     | Nationale 2 | 1    | 19-0  |     | Promovido         |
| 2015–16   | 1     | National 1  | 7    | 6-12  |     |                   |
| 2016-17   | 1     | National 1  | 8    | 6-12  |     |                   |
| 2017-18   | 1     | National 1  | 8    | 5-13  |     |                   |
| 2018-19   | 1     | National 1  | 10   |       |     |                   |
| 2019-20   | 2     | National 2  | 1    |       |     | Promovido         |
| 2020-21   | 1     | National 1  | 2º   | 18-4  | 0-2 | Semifinalista     |
| 2021-22   | 1     | LBBL        | 2º   | 16-6  | 1-2 | Quartas de finais |
| 2022-23   | 1     | LBBL        | 7º   | 10-12 | 1-2 | Quartas de finais |
| 2023-24   | 1     | LBBL        | 4º   | 13-9  | 2-3 | Semifinalista     |
| 2024-25   | 1     | LBBL        | 8º   | 10-12 | 0-2 | Quartas de finais |

fonte:eurobasket.com

## Ligações Externas
- Sítio da Federação Luxemburguesa
- BBC Résidence no eurobasket.com